# Moto Z4
El Moto Z4 (estilizado como Moto z⁴ por Motorola) es un Tabléfono Android desarrollado por Motorola Mobility,  como sucesor del Moto Z3 y Moto Z3 Play.   Se lanzó en mayo de 2019 y estuvo disponible en junio.  

## Especificaciones

### Hardware
El SOC SD675 está mucho más cerca del SD636 del Moto Z3 Play que del SD835 del Moto Z3. Los puntos de referencia de CNET muestran que supera al Moto Z3 Play, empatando aproximadamente con el Pixel 3A y perdiendo ante el Moto Z3 y el OnePlus 6T.
Las cámara frontal y trasera se actualizaron en comparación con los modelos anteriores. La cámara trasera pasa de dos de 12MP a una única de 48MP. La cámara frontal va desde los 12MP hasta los 25MP.
La batería ha aumentado de los 3000 mAh del Moto Z3 a 3600 mAh. 
El conector para auriculares de 3,5 mm regresa después de estar ausente en el Moto Z3 . 

## Recepción
CNET le dio una puntuación de 7 sobre 10 y afirmó: "Como teléfono económico", el Moto Z4 no supera al Pixel 3a XL o al OnePlus 6T de precio similar".